# Павел Вежинов
 Тази статия е за българския писател.  За литературната награда вижте Павел Вежинов (награда).  
Павел Вежинов е литературният псевдоним на българския писател белетрист и сценарист Никола Делчев Гугов. Народен представител е в VII народно събрание.

## Биография
Павел Вежинов е роден на 9 ноември 1914 г. в София. Неговият дядо, Лулчо Гугов, е деен участник в Априлското въстание в 1876 г., заедно с чичо си, Нено Гугов. Вежинов израства в Драз махала. Завършва Първа мъжка гимназия като частен ученик, защото е изключен за леви убеждения.
За първи път е публикуван през 1932 г. във в. „Жупел“ (с псевдоним Мустафа). В началото на 30-те години на ХХ век сътрудничи и на изданията „РЛФ“, „Щит“, „Литературен преглед“, „Изкуство и критика“ и др. През 1938 г. излиза първият му сборник разкази „Улица без паваж“, а през 1943 г. – „Дни и вечери“. През 1939 – 1944 г. следва философия в Софийския университет. Член на БКП от 1944 г.
От есента на 1944 г. участва във Втората световна война като кореспондент и главен редактор на вестник „Фронтовак“. Въплътява впечатленията си от живота на българската армия в поредица от разкази в повестите „Златан“ и „Втора рота“ (1949), като последното произведение спечелва значителна популярност и е преиздавано няколко пъти. През 1950 и 1951 г. получава Димитровска награда за фронтовите си произведения.
От 1947 до 1951 г. Павел Вежинов е заместник главен редактор на вестник „Стършел“, от 1951 г. на списание „Септември“, а от 1954 до 1972 г. работи в „Българска кинематография“, първоначално като сценарист, а по-късно и като заместник генерален директор и председател на художествения съвет. От 1972 г. е главен редактор на списание „Съвременник“ и член на бюрото на Управителния съвет на Съюза на българските писатели.
От брака си с художничката и писателка Виолета Молнова (1927 – 2010) има дъщеря – журналистката Павлина Делчева–Вежинова (р. 1949 г.). От друг брак има син – Павел (1960 – 2009).
Почива внезапно на 20 декември 1983 г. от инфаркт.

## Творчество
През 50-те и 60-те години на ХХ век Павел Вежинов издава множество криминални романи и повести, като „Следите остават“ (1954), „Произшествие на тихата улица“ (1960), „Човекът в сянка“ (1965), „Прилепите летят нощем“ (1969), а също и пътеписи от участието на българските олимпийци по света – „Знамена по стадионите“ (1950), „На Олимпиада в Хелзинки“ (1953), „До Мелбърн по въздух и море“ (1957). Самият той е председател на боксовата секция.
Павел Вежинов е първият български писател от новото време, който се обръща към фантастиката. Още през 1956 г. пише сатиричната гротеска „Историята на едно привидение“, а през 1965 г. разказите „Сините пеперуди“ и „Моят пръв ден“, които през 1968 г. са включени в едноименния сборник. През 1973 г. излиза романът „Гибелта на Аякс“. Винаги го е вълнувала фантазията като притча, иносказание и затова неговите фантастични разкази и повести си приличат с фентъзи и научна фантастика.
През 1963 г. излиза сборникът „Момчето с цигулката“, който бележи нов, по-различен етап в творчеството му, обръщайки се към морално-психологическите проблеми на съвремието. Следват „Дъх на бадеми“ (1966), „Звездите над нас“ (1966), „Малките приключения“ (1970), „Малки семейни хроники“ (1979) и „Аз съм атомна“ (1981).
Романът „Нощем с белите коне“ (1975) се появява първоначално в сп. „Септември“ и още фразата в началото „лъвът си личи и по ноктите“, подсказва, че това ще е не само нов успех, но и синтез на натрупания опит. Още не е заглъхнал шумният успех, когато се появява повестта „Бариерата“ (1976), за която същата година получава отново Димитровска награда. И през всяка следваща година печата още по-силни произведения – „Белият гущер“ (1977), „Синият камък“ (1977), „Езерното момче“ (1979).
Последният завършен роман на Павел Вежинов е „Везни“ (1982), който продължава същия кръг от философско-психологически проблеми и в който са синтезирани размислите на твореца за човешкото битие, проблемите на личността и тезите за „първоначалността на живота“. А последната новела „Дълъг летен ден“ се появява в списание „Съвременник“ (кн. 3 от 1983 г.) малко преди смъртта му. Романът „Долината на светулките“ остава недовършен.
Използва псевдонимите Н. Делчев, Леля Трендафила, Мустафа, Павленко, Пейчо, Пигмалион, Н. Смехов, Фекете, Хороводец, Чучурин.

## Награди
- Орден „Народна република България“ II ст. (1964)
- Звание „Народен деятел на културата“ (1970)
- Звание Герой на социалистическия труд (1974).
- Орден „Георги Димитров“ (1974)
- Лауреат на Димитровска награда (1950, 1951, 1971 с колектив, 1976)

## Родословие
|                                             |                                             |                                             |                                             |                                             |                                             |                       |                       |                       |                       |                       |                       | Лулчо Гугов               |                           |                           |                           |                           |                           |  |  |                            |                            |                            |                            |                            |                            |  |  |                           |                           |                           |                           |                           |                           |  |  |                        |                        |                        |                        |                        |                        |  |  |                           |                           |                           |                           |                           |                           |  |  |
|                                             |                                             |                                             |                                             |                                             |                                             |                       |                       |                       |                       |                       |                       |                           |                           |                           |                           |                           |                           |  |  |                            |                            |                            |                            |                            |                            |  |  |                           |                           |                           |                           |                           |                           |  |  |                        |                        |                        |                        |                        |                        |  |  |                           |                           |                           |                           |                           |                           |  |  |
|                                             |                                             |                                             |                                             |                                             |                                             |                       |                       |                       |                       |                       |                       |                           |                           |                           |                           |                           |                           |  |  |                            |                            |                            |                            |                            |                            |  |  |                           |                           |                           |                           |                           |                           |  |  |                        |                        |                        |                        |                        |                        |  |  |                           |                           |                           |                           |                           |                           |  |  |
|                                             |                                             |                                             |                                             |                                             |                                             | Маню Гугов (1825 – ?) | Маню Гугов (1825 – ?) | Маню Гугов (1825 – ?) | Маню Гугов (1825 – ?) | Маню Гугов (1825 – ?) | Маню Гугов (1825 – ?) |                           |                           |                           |                           |                           |                           |  |  | Нено Гугов (1842 – 1912)   | Нено Гугов (1842 – 1912)   | Нено Гугов (1842 – 1912)   | Нено Гугов (1842 – 1912)   | Нено Гугов (1842 – 1912)   | Нено Гугов (1842 – 1912)   |  |  |                           |                           |                           |                           |                           |                           |  |  |                        |                        |                        |                        |                        |                        |  |  |                           |                           |                           |                           |                           |                           |  |  |
|                                             |                                             |                                             |                                             |                                             |                                             | Маню Гугов (1825 – ?) | Маню Гугов (1825 – ?) | Маню Гугов (1825 – ?) | Маню Гугов (1825 – ?) | Маню Гугов (1825 – ?) | Маню Гугов (1825 – ?) |                           |                           |                           |                           |                           |                           |  |  | Нено Гугов (1842 – 1912)   | Нено Гугов (1842 – 1912)   | Нено Гугов (1842 – 1912)   | Нено Гугов (1842 – 1912)   | Нено Гугов (1842 – 1912)   | Нено Гугов (1842 – 1912)   |  |  |                           |                           |                           |                           |                           |                           |  |  |                        |                        |                        |                        |                        |                        |  |  |                           |                           |                           |                           |                           |                           |  |  |
|                                             |                                             |                                             |                                             |                                             |                                             |                       |                       |                       |                       |                       |                       |                           |                           |                           |                           |                           |                           |  |  |                            |                            |                            |                            |                            |                            |  |  |                           |                           |                           |                           |                           |                           |  |  |                        |                        |                        |                        |                        |                        |  |  |                           |                           |                           |                           |                           |                           |  |  |
| Лулчо М. Гугов (1851 – 1898)                | Лулчо М. Гугов (1851 – 1898)                | Лулчо М. Гугов (1851 – 1898)                | Лулчо М. Гугов (1851 – 1898)                | Лулчо М. Гугов (1851 – 1898)                | Лулчо М. Гугов (1851 – 1898)                |                       |                       |                       |                       |                       |                       | Делчо Гугов (1855 – ?)    | Делчо Гугов (1855 – ?)    | Делчо Гугов (1855 – ?)    | Делчо Гугов (1855 – ?)    | Делчо Гугов (1855 – ?)    | Делчо Гугов (1855 – ?)    |  |  |                            |                            |                            |                            |                            |                            |  |  |                           |                           |                           |                           |                           |                           |  |  |                        |                        |                        |                        |                        |                        |  |  |                           |                           |                           |                           |                           |                           |  |  |
| Лулчо М. Гугов (1851 – 1898)                | Лулчо М. Гугов (1851 – 1898)                | Лулчо М. Гугов (1851 – 1898)                | Лулчо М. Гугов (1851 – 1898)                | Лулчо М. Гугов (1851 – 1898)                | Лулчо М. Гугов (1851 – 1898)                |                       |                       |                       |                       |                       |                       | Делчо Гугов (1855 – ?)    | Делчо Гугов (1855 – ?)    | Делчо Гугов (1855 – ?)    | Делчо Гугов (1855 – ?)    | Делчо Гугов (1855 – ?)    | Делчо Гугов (1855 – ?)    |  |  |                            |                            |                            |                            |                            |                            |  |  |                           |                           |                           |                           |                           |                           |  |  |                        |                        |                        |                        |                        |                        |  |  |                           |                           |                           |                           |                           |                           |  |  |
|                                             |                                             |                                             |                                             |                                             |                                             |                       |                       |                       |                       |                       |                       |                           |                           |                           |                           |                           |                           |  |  |                            |                            |                            |                            |                            |                            |  |  |                           |                           |                           |                           |                           |                           |  |  |                        |                        |                        |                        |                        |                        |  |  |                           |                           |                           |                           |                           |                           |  |  |
| Делчо Л. Гугов                              | Делчо Л. Гугов                              | Делчо Л. Гугов                              | Делчо Л. Гугов                              | Делчо Л. Гугов                              | Делчо Л. Гугов                              |                       |                       |                       |                       |                       |                       | Лулчо Д. Гугов (? – 1969) | Лулчо Д. Гугов (? – 1969) | Лулчо Д. Гугов (? – 1969) | Лулчо Д. Гугов (? – 1969) | Лулчо Д. Гугов (? – 1969) | Лулчо Д. Гугов (? – 1969) |  |  | Христина Гугова (? – 1971) | Христина Гугова (? – 1971) | Христина Гугова (? – 1971) | Христина Гугова (? – 1971) | Христина Гугова (? – 1971) | Христина Гугова (? – 1971) |  |  | Цона Гугова               | Цона Гугова               | Цона Гугова               | Цона Гугова               | Цона Гугова               | Цона Гугова               |  |  | Стойна Гугова          | Стойна Гугова          | Стойна Гугова          | Стойна Гугова          | Стойна Гугова          | Стойна Гугова          |  |  |                           |                           |                           |                           |                           |                           |  |  |
| Делчо Л. Гугов                              | Делчо Л. Гугов                              | Делчо Л. Гугов                              | Делчо Л. Гугов                              | Делчо Л. Гугов                              | Делчо Л. Гугов                              |                       |                       |                       |                       |                       |                       | Лулчо Д. Гугов (? – 1969) | Лулчо Д. Гугов (? – 1969) | Лулчо Д. Гугов (? – 1969) | Лулчо Д. Гугов (? – 1969) | Лулчо Д. Гугов (? – 1969) | Лулчо Д. Гугов (? – 1969) |  |  | Христина Гугова (? – 1971) | Христина Гугова (? – 1971) | Христина Гугова (? – 1971) | Христина Гугова (? – 1971) | Христина Гугова (? – 1971) | Христина Гугова (? – 1971) |  |  | Цона Гугова               | Цона Гугова               | Цона Гугова               | Цона Гугова               | Цона Гугова               | Цона Гугова               |  |  | Стойна Гугова          | Стойна Гугова          | Стойна Гугова          | Стойна Гугова          | Стойна Гугова          | Стойна Гугова          |  |  |                           |                           |                           |                           |                           |                           |  |  |
|                                             |                                             |                                             |                                             |                                             |                                             |                       |                       |                       |                       |                       |                       |                           |                           |                           |                           |                           |                           |  |  |                            |                            |                            |                            |                            |                            |  |  |                           |                           |                           |                           |                           |                           |  |  |                        |                        |                        |                        |                        |                        |  |  |                           |                           |                           |                           |                           |                           |  |  |
|                                             |                                             |                                             |                                             |                                             |                                             |                       |                       |                       |                       |                       |                       |                           |                           |                           |                           |                           |                           |  |  |                            |                            |                            |                            |                            |                            |  |  |                           |                           |                           |                           |                           |                           |  |  |                        |                        |                        |                        |                        |                        |  |  |                           |                           |                           |                           |                           |                           |  |  |
| Павел Вежинов р. Никола Гугов (1914 – 1983) | Павел Вежинов р. Никола Гугов (1914 – 1983) | Павел Вежинов р. Никола Гугов (1914 – 1983) | Павел Вежинов р. Никола Гугов (1914 – 1983) | Павел Вежинов р. Никола Гугов (1914 – 1983) | Павел Вежинов р. Никола Гугов (1914 – 1983) |                       |                       |                       |                       |                       |                       | Петър Гугов               | Петър Гугов               | Петър Гугов               | Петър Гугов               | Петър Гугов               | Петър Гугов               |  |  | Ненка Гугова (1913 – 2001) | Ненка Гугова (1913 – 2001) | Ненка Гугова (1913 – 2001) | Ненка Гугова (1913 – 2001) | Ненка Гугова (1913 – 2001) | Ненка Гугова (1913 – 2001) |  |  | Нона Гугова (1916 – 1995) | Нона Гугова (1916 – 1995) | Нона Гугова (1916 – 1995) | Нона Гугова (1916 – 1995) | Нона Гугова (1916 – 1995) | Нона Гугова (1916 – 1995) |  |  | Тота Гугова (1920 – ?) | Тота Гугова (1920 – ?) | Тота Гугова (1920 – ?) | Тота Гугова (1920 – ?) | Тота Гугова (1920 – ?) | Тота Гугова (1920 – ?) |  |  | Цона Гугова (1928 – 2015) | Цона Гугова (1928 – 2015) | Цона Гугова (1928 – 2015) | Цона Гугова (1928 – 2015) | Цона Гугова (1928 – 2015) | Цона Гугова (1928 – 2015) |  |  |

## Избрани произведения

### Сборници
- „Улица без паваж“ – 1938
- „Весело сърце“ (в съавт. с Челкаш) – 1938
- „Дни и вечери“ – 1942
- „Дни на героите“ (в съавт. с Иван Мартинов) – 1946
- „Ръката“ – 1947
- „На пост“ – 1947
- „Мека мебел“ – 1948
- „Невероятни истории“ – 1958
- „Нашата сила" – 1958
- „Момчето с цигулката“ – 1963
- „Дъх на бадеми“ – 1966
- „Сините пеперуди“ – 1968
- „Синият камък“ – 1977

### Повести
- „Втора рота“ – 1949
- „Златан“ – 1949
- „В полето“ – 1950
- „Знамена над стадиона“ – 1950
- „На олимпиадата в Хелзинки“ – 1953
- „До Мелбърн по въздух и море“ – 1957
- „Далеч от бреговете“ – 1958
- „Нашата сила“ – 1958
- „Произшествие на тихата улица“ – 1960
- „Краят на пътя“ – 1961
- „Човекът в сянка“ – 1965
- „Един есенен ден по шосето“ – 1967
- „Кутия за енфие“ – 1973
- „Бариерата“ – 1976
- „Белият гущер“ – 1977
- „Езерното момче“ – 1978

### Романи
- „Синият залез“ – 1947
- „За честта на Родината“ – 1949
- „Сухата равнина“ – 1952
- „Следите остават“ – 1954
- „Голямата стъпка“ – 1963
- „Звездите над нас“ – 1966
- „Прилепите летят нощем“ – 1969
- „Малките приключения“ – 1970
- „Кутия за енфие“ – 1973
- „Самопризнание“ – 1973
- „Гибелта на Аякс“ – 1973
- „Нощем с белите коне“ – 1975
- „Малки семейни хроники: Ироничен роман“ – 1979
- „Аз съм атомна“ – 1981
- „Везни“ – 1982

### Филмови сценарии
- „Езерното момче“ (тв, 1995)
- „Нощем с белите коне“ (тв сериал, 1985)
- „Бронзовият ключ“ (тв, 1984)
- „Кутията на Пандора“ (тв, 1984)
- „Последното приключение“ (1984)
- „Похищение в жълто“ (1981; съавтор с Георги Данаилов)
- „Бариерата“ (1979)
- „Зад стените“ (1979)
- „Сами сред вълци“ (5-сер. тв, 1979)
- „Зарево над Драва“ (1974; съавтор с Рангел Игнатов)
- „Наковалня или чук“ (1972)
- „Стихове“ (1972)
- „Сърце човешко“ (1972)
- „Трета след слънцето“ (1972)
- „На всеки километър“ (тв сериал в два сезона, 1969, 1971)
- „Тримата от запаса“ (1971)
- „Скорпион срещу Дъга“ (1969)
- „Процесът“ (1968)
- „С дъх на бадеми“ (1967)
- „Човекът в сянка“ (1967)
- „Неспокоен дом“ (1965)
- „Произшествия на сляпата улица“ (тв сериал, 1965)
- „Среднощна среща“ (1963)
- „Специалист по всичко“ (1962)
- „Краят на пътя“ (1961)
- „Отвъд хоризонта“ (1960)
- „Пътят минава през Беловир“ (1960)
- „Пътища“ (1959)
- „Следите остават“ (1956)
- „Това се случи на улицата“ (1956)

## За него
- Николов, Минко. Павел Вежинов: Лит.-крит. очерк / София: Български писател, 1959, 100 с., 1 л.: портр.; 18 см
- Василев, Михаил. Литературно-критически етюди. – София: Народна младеж, 1969.
- Василев, Михаил. Павел Вежинов и естетическите търсения в съвременната българска белетристика : дисертация, защитена 1971 СУ, Факултет Славянски филологии. 260 стр. + 16 стр. автореферат
- Зарев, Пантелей. Литературни портрети: Павел Вежинов, Андрей Гуляшки, Камен Калчев и Богомил Райнов. – С: Български писател, 1974, 179 с.
- Свиленов, Атанас. Събеседници: Интервюта с български писатели / Атанас Свиленов. – София: Бълг. писател, 1975. – 319 с. (При Павел Вежинов, с. 70-123)
- Вежинов, Павел. Методично-библиографски материали. / Силистра, Окръжна библиотека, 1978, 46 с.
- Узунова, Румяна – Павел Вежинов. Литературно-критически очерк /. С. Български писател, 1980; 196 с.: с ил.
- Ничев, Боян. Белетристиката на Павел Вежинов / /В: Критика и литературна история. – София, Български писател, 1980 – с. 145-173
- Балчева, Евелина. Трагедията на „отчуждения“ разум („Белият гущер“ на Павел Вежинов). // Литературна мисъл, 1983, кн. 9, с. 56-70.
- Балчева Евелина. Романът на Павел Вежинов „Нощем с белите коне“. // Литературна мисъл, 1984, кн. 5, с. 11-31
- Игов, Светлозар. Павел Вежинов. Творчески портрет / С. Народна просвета, 1990, 119 с.: с ил., портр.)
- Книга за Павел Вежинов. Състав. и ред. [с предг.] Свиленов, Атанас; Делчева-Вежинова Павлина, С. Университетско издателство, 2014; с. 446
- „Сини залези и бели коне“ (2024) – документален филм за Павел Вежинов, реж. и сц. Юрий Дачев[9]